# Стадніченко Олександр Леонідович
Олекса́ндр Леоні́дович Стадніче́́нко (18 квітня 1962, Одеса — 3 липня 2015, Харків) — солдат Збройних сил України.

## Бойовий шлях
Механік-водій БМП, 30-а окрема механізована бригада.
Зазнав осколкових поранень рук та спини від розриву міни під час мінометного обстрілу терористами взводного опорного пункту, тоді ж були поранені сержант Тесьолкін Роман Альбертович та молодший сержант Семена Володимир Михайлович. Помер 3 липня 2015-го у Харківському військовому шпиталі.
Похований 7 липня 2015-го на алеї Героїв Західного цвинтаря в місті Одеса. Без Олександра лишилася дружина.

## Нагороди
За особисту мужність, сумлінне та бездоганне служіння Українському народові, зразкове виконання військового обов'язку відзначений — нагороджений
- 15 вересня 2015 року — орденом «За мужність» III ступеня (посмертно).